# Ammoniumhydrogensulfit
Ammoniumhydrogensulfit ist eine anorganische chemische Verbindung aus der Gruppe der Ammoniumsalze und Sulfite.

## Gewinnung und Darstellung
Ammoniumhydrogensulfit entsteht zum Beispiel bei der Rauchgasentschwefelung im Walter-Verfahren durch Einspritzung von Ammoniak in den Abgasstrom.
{\displaystyle \mathrm {SO_{2}+NH_{3}+H_{2}O\longrightarrow (NH_{4})HSO_{3}} }

## Eigenschaften
Ammoniumhydrogensulfit ist ein farbloser bis gelblicher, zerfließlicher Feststoff mit Geruch nach Schwefeldioxid. Er wird nur als wässrige Lösung gehandelt. Die Verbindung zersetzt sich bei Einwirkung von Säuren unter Bildung von Schwefeldioxid, bei Einwirkung von Laugen Ammoniak.

## Verwendung
Ammoniumhydrogensulfit wird für die Schwefelung von Wein verwendet und dient auch als Konservierungsmittel.